# Sempervivum rhenanum
Sempervivum rhenanum là một loài thực vật có hoa trong họ Crassulaceae. Loài này được (Hegi & Schmid) Law. miêu tả khoa học đầu tiên năm 1956.